# Wikinavedek
Wikinavedek (angleško Wikiquote) je prosta spletna zbirka navedkov v vseh jezikih, ki zajemajo vire (kjer so znani), prevode v različne jezike in povezave na Wikipedijo, Wikivir, Wikislovar, Wikiknjige in ostale projekte za več informacij. 
Slovenski Wikinavedek je bil ustvarjen decembra 2005.